# IWGPインターコンチネンタル王座
IWGPインターコンチネンタル王座（IWGPインターコンチネンタルおうざ）は、新日本プロレスが管理、認定していた王座。

## 概要
2011年1月、新日本プロレスが自社主催によるアメリカ興行を5月に行うことを発表。併せて、IWGPインターコンチネンタル王座の設立と、アメリカ興行での同初代王座決定戦開催を発表。アメリカを始めとする海外マットにおいての、IWGPヘビー級王座への登龍門というのが、設立に際しての位置付けである。

### 黎明期
初代王座決定戦は、海外及び中堅の選手を中心とした8人エントリーのトーナメントで、2011年5月13日（現地時間）から5月15日までアメリカで開催された。
出場者はMVP、矢野通、高橋裕二郎、内藤哲也、オカダ・カズチカ、ダン・マフ、ジョシュ・ダニエルズ、ヒデオ･サイトー。トーナメント決勝でMVPが矢野を破り初代王座を獲得。

### 中邑真輔時代

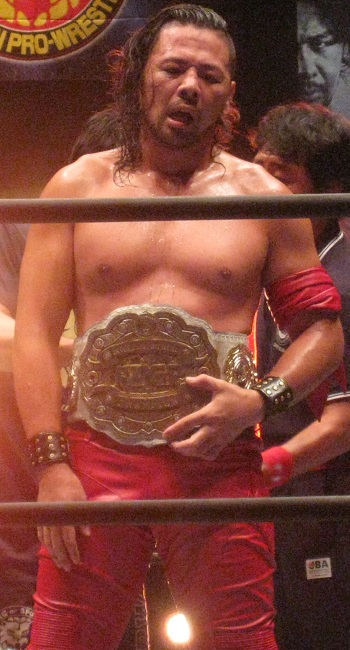
2代目チャンピオンベルトを腰に巻く中邑真輔。

2012年7月12日、山形大会にて中邑真輔が3代目王者の後藤洋央紀を倒し4代目王者に君臨する。中邑は本王座のベルトのデザインを酷評し、新日本プロレスに対してベルトの作り直しを要求した（後述）。中邑は新たなベルトと共に王座の防衛を重ねていき、本王座は中邑のイメージが定着していった。2013年から2015年までの東京ドーム大会では本王座のタイトルマッチがIWGPヘビー級王座と共に「ダブルメインイベント」に設定され、特に2014年はIWGPヘビー級王座戦を退けて本王座が最終試合に設定された。その後も本王座は中邑を中心として王座戦線が組まれていき、中邑のイメージがより定着していった。

### 2016年以降
2016年1月に中邑真輔が新日本プロレスを退団すると共に王座が返上され、空位となった。中邑退団後の王座戦線には棚橋弘至とケニー・オメガが名乗りを上げ、長岡（新潟）大会にて本王座はオメガの手に渡る。その後の防衛戦は、オメガが得意とするハードコアの要素を取り入れた試合が行われた。6月の大阪城ホール大会では新日本プロレスでは初となるラダー・マッチで試合が行われた。この試合でオメガは王座から陥落している。
その後、2016年下半期から2017年上半期までは第15代王者の内藤哲也を中心とした王座戦線が行われるが、内藤は本王座の価値を否定し、「俺はこのベルトが欲しいなんて一言も言っていない」、「このベルトよりも自分自身の方に価値があり、ベルトが勝手に自分に付いてくる」という趣旨の発言を一貫して行った。これに伴って内藤は本王座のベルトを粗末に扱い、リング上でベルトを投げ捨て、試合後にベルトを持ち帰らずに置き去りにするといった行為を繰り返した。2017年4月以降は、この行為がエスカレートしていき、ベルトを足蹴にしながら入場する、ベルトをリング隅の鉄柱に投げつけてバックル部分を破損させるなどといった暴挙にまで出るが、2017年6月の大阪城ホール大会にて棚橋弘至が内藤から王座を奪取したことで内藤による本王座戦線は終結した。その一方で、2017年に新たに同趣旨のIWGP USヘビー級王座が創設された。

### 内藤哲也と二冠王者
2018年1月27日、棚橋は鈴木みのるとの防衛戦に敗れ、王座陥落。その後、王者鈴木と内藤の抗争が始まり、4月29日熊本大会でタイトルマッチが決定した。30分22秒の死闘を内藤が制し、約10ヶ月ぶり2度目の戴冠を果たした。2度目の戴冠を果たすも内藤は、「やはり、このベルトは必要のないベルト、必要のない王座だという気持ちは変わりありませんよ」と、王座に対する思いは昨年と変わらないと語った。その後、クリス・ジェリコにベルトを奪われるも、2019年1月4日の東京ドーム大会で取り返した。3度目の戴冠を果たした内藤は「IWGPヘビー級王座と同時に保持する」という目標を立て、インターコンチネンタル王座を必要のないベルトから「同時保持に必要なベルト」と位置付けた。4月に飯伏幸太に敗れ王座陥落するも、6月に4度目の王座戴冠を果たし、IWGPインターコンチネンタル王者としてG1 CLIMAXにエントリーした。王者としての優勝はできなかったが、優勝者の飯伏幸太が「1月4日にヘビー級王座を獲り、5日にインターコンチネンタル王座に挑戦したい」とダブルタイトルマッチを提案する。この発言によって内藤にも同時保持すなわちニ冠王者になるチャンスが訪れた。だが、内藤の優勝を拒んだジェイ・ホワイトも二冠を狙い、さらには9月の神戸大会でジェイは内藤に勝利し王座戴冠。内藤は無冠となってしまうも、11月大阪大会でジェイにリマッチを要求。さらに後日、1月5日に「IWGPヘビー級&IWGPインターコンチネンタル ダブル選手権試合」が行われることが発表された。そして2020年1月4日、内藤はジェイに勝利し、中邑真輔に並ぶ5度目の戴冠を果たす。さらに翌5日のダブル選手権試合にも勝利し、史上初の「IWGPヘビー級&IWGPインターコンチネンタル 二冠王者」となった。

### IWGPヘビー級王座と王座統一
2021年3月1日、菅林直樹会長よりIWGPヘビー級王座とIWGPインターコンチネンタル王座を統一し、IWGP世界ヘビー級王座を新たに創立することが発表され、3月4日のダブル選手権試合に勝利した飯伏幸太が初代IWGP世界ヘビー級王者に認定された。IWGP世界ヘビー級王座創立時はまだベルトが完成しておらず、初代王者の飯伏は二冠王者時代と同様にIWGPヘビー級王座とIWGPインターコンチネンタル王座の両ベルトを引き続き保持していたが、のちにベルトが完成し、3月30日の贈呈式でIWGPヘビー級王座とIWGPインターコンチネンタル王座の両ベルトが新日本プロレスに返還された。

## 歴代王者
| 初代                       | MVP                  | 1 | 2 | 2011年5月15日  | アサイラム・アリーナ           |
| 第2代                      | 田中将斗             | 1 | 3 | 2011年10月10日 | 両国国技館                     |
| 第3代                      | 後藤洋央紀           | 1 | 2 | 2012年2月12日  | 大阪府立体育会館               |
| 第4代                      | 中邑真輔             | 1 | 8 | 2012年7月22日  | 山形市総合スポーツセンター     |
| 第5代                      | ラ・ソンブラ         | 1 | 1 | 2013年5月31日  | アレナ・メヒコ                 |
| 第6代                      | 中邑真輔             | 2 | 3 | 2013年7月20日  | 秋田市立体育館                 |
| 第7代                      | 棚橋弘至             | 1 | 1 | 2014年1月4日   | 東京ドーム                     |
| 第8代                      | 中邑真輔             | 3 | 1 | 2014年4月6日   | 両国国技館                     |
| 第9代                      | バッドラック・ファレ | 1 | 0 | 2014年6月21日  | 大阪府立体育会館               |
| 第10代                     | 中邑真輔             | 4 | 3 | 2014年9月21日  | 神戸ワールド記念ホール         |
| 第11代                     | 後藤洋央紀           | 2 | 1 | 2015年5月3日   | 福岡国際センター               |
| 第12代                     | 中邑真輔             | 5 | 2 | 2015年9月27日  | 神戸ワールド記念ホール         |
| 第13代                     | ケニー・オメガ       | 1 | 1 | 2016年2月14日  | アオーレ長岡                   |
| 第14代                     | マイケル・エルガン   | 1 | 1 | 2016年6月19日  | 大阪城ホール                   |
| 第15代                     | 内藤哲也             | 1 | 4 | 2016年9月25日  | 神戸ワールド記念ホール         |
| 第16代                     | 棚橋弘至             | 2 | 4 | 2017年6月11日  | 大阪城ホール                   |
| 第17代                     | 鈴木みのる           | 1 | 1 | 2018年1月27日  | 北海きたえーる                 |
| 第18代                     | 内藤哲也             | 2 | 0 | 2018年4月29日  | グランメッセ熊本               |
| 第19代                     | クリス・ジェリコ     | 1 | 1 | 2018年6月9日   | 大阪城ホール                   |
| 第20代                     | 内藤哲也             | 3 | 1 | 2019年1月4日   | 東京ドーム                     |
| 第21代                     | 飯伏幸太             | 1 | 1 | 2019年4月7日   | マディソン・スクエア・ガーデン |
| 第22代                     | 内藤哲也             | 4 | 0 | 2019年6月9日   | 大阪城ホール                   |
| 第23代                     | ジェイ・ホワイト     | 1 | 1 | 2019年9月22日  | 神戸ワールド記念ホール         |
| 第24代                     | 内藤哲也             | 5 | 2 | 2020年1月4日   | 東京ドーム                     |
| 第25代                     | EVIL                 | 1 | 1 | 2020年7月12日  | 大阪城ホール                   |
| 第26代                     | 内藤哲也             | 6 | 1 | 2020年8月29日  | 明治神宮野球場                 |
| 第27代                     | 飯伏幸太             | 2 | 4 | 2021年1月4日   | 東京ドーム                     |
| IWGP世界ヘビー級王座に統一 |                      |   |   |                |                                |

## 主な記録
- 最多戴冠回数：6回 - 内藤哲也（第15・18・20・22・24・26代）
- 最多連続防衛回数：8回 - 中邑真輔（第4代）
- 最多通算防衛回数：17回 - 中邑真輔
- 最長保持期間：313日 - 中邑真輔（第4代）
- 最短保持期間：41日 - 内藤哲也（第18代）
- デビュー最長戴冠記録：29年7か月 - 鈴木みのる（第17代）
- デビュー最短戴冠記録：4年2か月 - バッドラック・ファレ（第9代）
- 最年長戴冠記録：49歳7か月 - 鈴木みのる（第17代）
- 最年少戴冠記録：23歳6か月 - ラ・ソンブラ（第5代）
- 史上初IWGPヘビー級王座との同時戴冠：内藤哲也（第24代）

## チャンピオンベルトのデザイン
当初はベルト部分は黒でバックルは銅色の物だったが、第4代王者の中邑真輔がデザインに対して「10円玉」、「IWGPの権威を落とす」と酷評し作り直しを要求。新たに制作された2代目ベルトはバックルの部位が金色に変更され、ベルト部分は白というデザインとなった。この2代目ベルトは経年によって徐々に白の塗装が劣化し、黒ずんで薄汚れたような状態になっていた。更に第15代王者であった内藤哲也は本ベルトのフレーム部分を破壊してボロボロの状態に陥るが、その内藤から王座を奪った棚橋弘至がプライベートでベルトの修復を行い、黒ずんできていた革部分も塗り直し新品同様の状態まで復元した。
2017年7月1日、アメリカ・ロサンゼルスで行われた｢G1 Special in USA｣興行より、2代目のデザインを踏襲して作り替えられた、3代目ベルトを使用している。